# Carlos Gardel
Carlos Gardel (rojstno ime Charles Romuald Gardés), francoski in argentinski tango pevec (bariton) in skladatelj, * 11. december 1890, Toulouse, Francija (omenjan tudi Tacuarembo, Urugvaj), † 24. junij 1935 (letalska nesreča pri Medellínu, Kolumbija).
Gardel je najpomembnejša osebnost v tango glasbi v prvi polovici 20. stoletja.

## Sporni rojstni kraj
Njegov namišljeni rojstni kraj Tacuarembo v Urugvaju je še predmet razprav, vendar je vrsta znanstvenikov z dokumenti dokazala, da je bil rojen kot Charles Romuald Gardés v Toulouse-u, neznanemu očetu in materi Berthi Gardés (1865–1943), ki je s sinom v starosti 27-ih mesecev odpotovala v Argentino, kjer je bilo njegovo ime hispanizirano. Verjetno se je za Urugvajca izdajal, da ne bi bil poklican v francosko vojsko med prvo svetovno vojno. Nekateri biografi postavljajo njegov rojstni kraj tudi v Abasto barrio (predel Buenos Aires-a), kjer je odraščal in preživel večji del svojega življenja. Možnost, katero naj bi podpirali tudi nekateri dokumenti in manj številni raziskovalci, določajo kot kraj rojstva kraj Tacuarembo v Urugvaju; njegova mati naj bi ga kasneje posvojila. Podatki se ne ujemajo z njegovimi dokazanimi obiski pri stricu in babici v Toulouseu in njegovim mladostnim psevdonimom »Francozek«.
Ko so Gardela spraševali po rojstnem kraju je odgovoril: »Rodil sem se v Buenos Airesu, v starosti dveh let«.

## Življenje in delo
Prepevati je začel v barih in na zabavah, med letoma 1913 in 1925 pa je širok repertoar narodnih pesmi pel v duetu s Joséjem Razzanom. Gardel je zaslovel čez noč, ko je leta 1917 skomponiral tango-canción »Mi Noche Triste« in v hipu prodal 100.000 plošč širom Latinske Amerike. Na glasbenih turnejah je potoval v Urugvaj, Čile, Brazilijo, Puerto Rico, Venezuelo, Kolumbijo in nastopil v Barceloni, Parizu in New Yorku. V prvih treh mesecih obiska v Parizu je prodal 70.000 plošč. Z naraščajočo popularnostjo je posnel tudi več filmov, ki so mu dejansko služili kot dodatna reklama za njegovo glasbo.
Gardel je imel temen bartitonski glas, s katerim je uspel z nezmotljivo muzikalnostjo ustvariti na stotine kratkih (v povprečju 3-minutnih) tango skladb. Nekatera besedila pesmi je napisal Gardel sam (npr. »Mi Buenos Aires Querido«, »Volver«, »Por una cabeza«, itd.), sicer pa je bil njegov stalni sodelavec pisec besedil Alfredo Le Pera. Ko sta skupaj umrla v kolumbijski letalski nesreči leta 1935, so žalovali milijoni njunih oboževalcev po vsej Latinski Ameriki. Nepregledne množice ljudi so se gnetle v Kolumbiji, New Yorku, Riu de Janeiru (po tej poti sta trupli potovali nazaj v Argentino), da bi izrazili spoštovanje do glasbenika, ki je pravzaprav umrl na vrhuncu svoje kariere. Pokopan je na pokopališču La Chacarita v Buenos Airesu.
Carlos Gardel je v Buenos Airesu še vedno simbolično prisoten, saj tamkajšnji prebivalci pravijo, »da vsak dan poje boljše«. Oboževalci puščajo prižgane cigarete med prsti njegovega bronastega kipa v naravni velikosti ob tržnici Abasto (arhitekt tržnice je bil Slovenec Viktor Sulčič). Ena izmed Gardelovih najljubših fraz, Veinte años no es nada (dvajset let ni nič), je postala popularni rék po vsej Latinski Ameriki.

## Izbor najpopularnejših Gardelovih pesmi
- Desdén (1930)
- Tomo y obligo (1931)
- Lejana tierra mía (1932)
- Silencio (1932)
- Amores de estudiante (1933)
- Golondrina (1933)
- Melodía de arrabal (1933)
- Guitarra guitarra mía (1933)
- Cuesta abajo (1934)
- Mi Buenos Aires querido (1934)
- Soledad (1934)
- Volver (1934)
- Por una cabeza (1935)
- Sus ojos se cerraron (1935)
- Volvió una noche (1935)
- El día que me quieras (1935).

## Filmografija
- Flor de Durazno (1917) (nemi film)
- Luces de Buenos Aires (1931) (posnet v Parizu)
- Esperame (1933)
- La Casa es seria (1933)
- Melodia de Arrabal (1933)
- Cuesta abajo (1934)
- El Tango en Broadway (1934)
- El Día que me quieras (1935)
- Cazadores de estrellas (1935)